# گبور تالماتشی

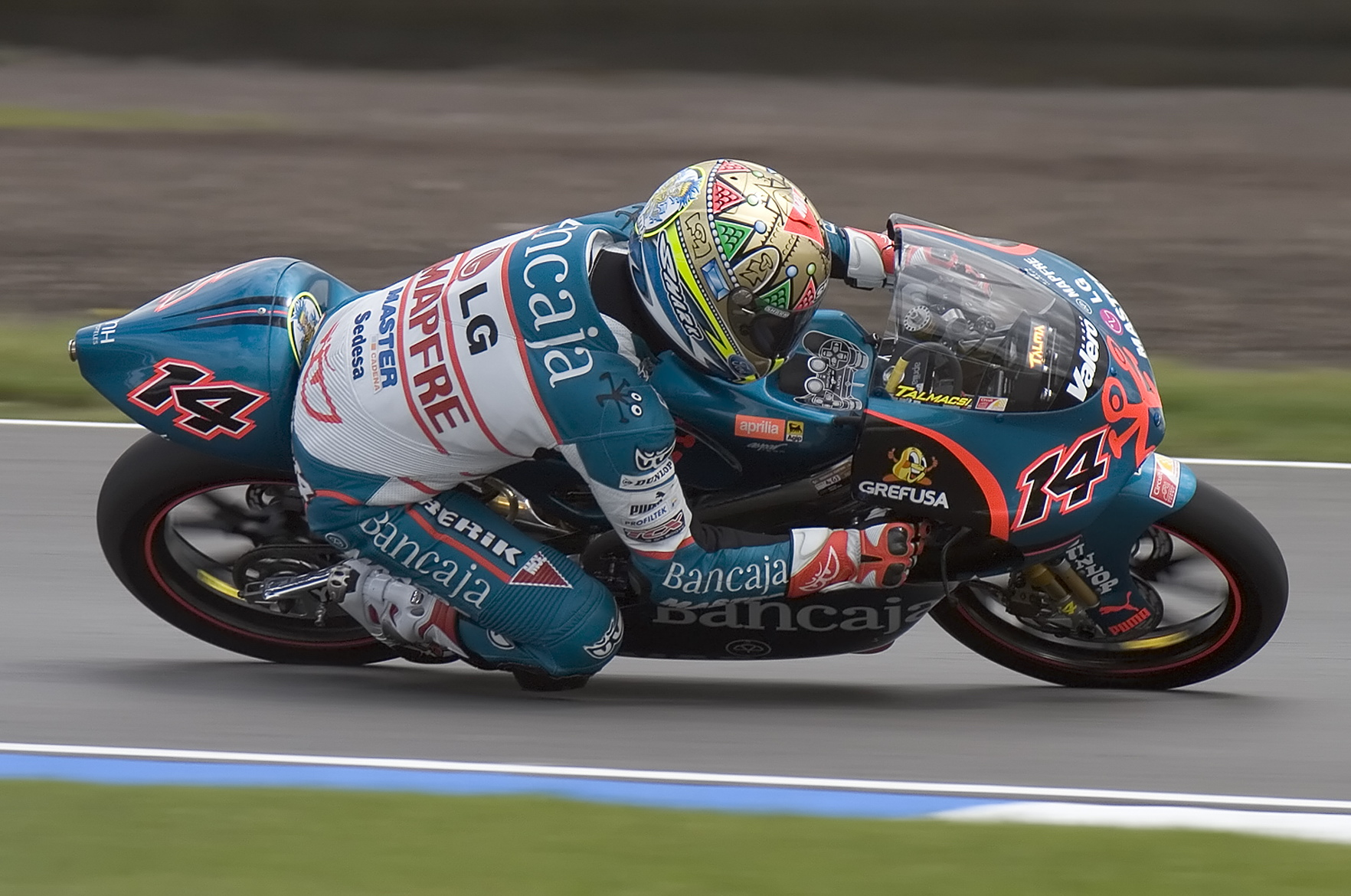

گبور تالماتشی (زاده ۲۸ می ۱۹۸۱ بوداپست)، موتور سوار حرفه‌ای مجارستانی است. وی در مسابقات قهرمانی موتورسواری ۱۲۵ سی سی در سال ۲۰۰۷ قهرمان شد. گبور تالماتشی همچنین در سال ۲۰۰۵ و ۲۰۰۸ در این مسابقات مقام سوم را کسب کرد.